# Acido solfinico

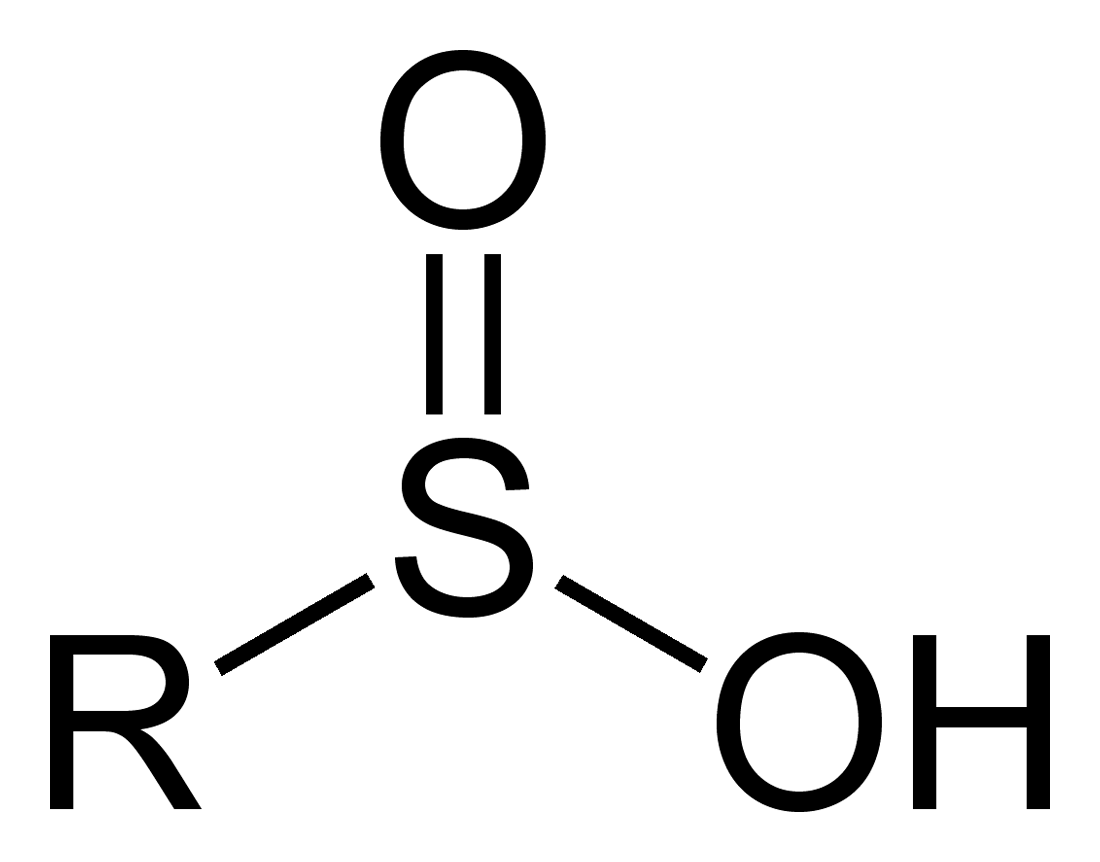
Struttura generale di un acido solfinico

Un acido solfinico è un acido organico avente formula R-SO2H in cui un atomo di zolfo è legato ad un residuo organico R, ad un ossidrile e, con doppio legame, ad un ossigeno. Gli acidi solfinici derivano formalmente dall'acido solforoso per sostituzione di un ossidrile con un gruppo R, in modo analogo in cui gli acidi solfonici derivano dall'acido solforico. Nel gruppo -S(=O)OH degli acidi solfinici l'atomo centrale di zolfo è tetravalente, come il carbonio nel gruppo carbossilico, ma la somiglianza dei due gruppi, solfinico e carbossilico, si ferma qui; nel primo lo zolfo, avendo ancora un doppietto libero, è ibridato sp3 e quindi ha una conformazione piramidale mentre il carbonio, nel gruppo carbossilico, è ibridato sp2 e quindi il gruppo è planare. Anche gli stati di ossidazione sono diversi: +2 per S e +3 per C. La presenza della coppia solitaria su S fa sì che esso sia un centro chirale, nella forma indissociata dell'acido (non più nello ione solfinato) e che, d'altro canto, gli acidi solfinici possano essere facilmente ossidati ad acidi solfonici. Inoltre, gli acidi solfinici sono acidi di forza comparabile a quella dell'acido solforoso, con pKa compresi tra 1 e 2, diversamente da quelli carbossilici, i cui pKa sono compresi tra (circa) 4 e 6.